# Ada Cornaro
Ada Cornaro (Buenos Aires, 29 de junio de 1881-Buenos Aires, 19 de marzo de 1961) fue una actriz argentina de teatro y cine. Estuvo casada con el actor Guillermo Battaglia.
Comenzó a dedicarse al teatro por consejo de la esposa del  actor milanés radicado en Argentina, Gaetano Cavalli en cuya compañía era apuntador su padre José Cornaro. Debutó como damita joven en dicha compañía en la que en la que  Guillermo Battaglia trabajaba como galán, naciendo un romance de resultas del cual se casaron en 1902. A partir de allí trabajó en las compañías en las que participó o dirigió su esposo hasta el fallecimiento de este ocurrido en 1913.
Posteriormente integró durante diez temporadas la compañía Muiño-Alippi y al disolverse esta pasó a trabajar en teatros oficiales; primero lo hizo en el Teatro Nacional de Comedias y luego en el Teatro General San Martín. Ada Cornaro «fue una de las características del teatro nacional, insuperable en la personificación de la 'madre buena', que ella humaniza, con admirable naturalidad e íntima emoción, en la ficción y en la vida hogareña.»
En el cine intervino en casi treinta películas; debutó en 1924 en el filme El consultorio de Madame René dirigida por Carlo Campogalliani y participó por última vez en Volver a la vida dirigida en 1951 por Carlos Borcosque luego de trabajar en películas de Alberto de Zavalía, Carlos Rinaldi, Ernesto Arancibia, Luis César Amadori, Julio Irigoyen, Luis José Moglia Barth, Orestes Caviglia, Elías Alippi, Mario Soffici y Daniel Tinayre entre otros directores.
Falleció en Buenos Aires el 9 de marzo de 1961.

## Filmografía
- Volver a la vida (1951) dir. Carlos Borcosque.
- De padre desconocido (1949) dir, Alberto de Zavalía.
- La cuna vacía (1949) dir. Carlos Rinaldi.
- El tambor de Tacuarí (1948) dir. Carlos Borcosque.
- María de los Ángeles (1948) dir. Ernesto Arancibia
- Veinticuatro horas en la vida de una mujer (1944) dir. Carlos Borcosque.
- Apasionadamente (1944) dir. Luis César Amadori.
- Valle negro (1943) dir. Carlos Borcosque.
- Son cartas de amor (1943) dir. Luis César Amadori
- Sendas cruzadas (1942) dir Luis A. Morales y Belisario García Villar
- Así te quiero (1942) dir. Edmo Cominetti.
- El profesor Cero (1942) dir. Luis César Amadori.
- Academia "El Tango Argentino" (inédita - 1942) dir. Julio Irigoyen.
- Boina blanca (1941) dir. Luis José Moglia Barth.
- El hermano José (1941) dir. Antonio Momplet.
- La mujer del zapatero (1941) dir. Julio Irigoyen.
- Los ojazos de mi negra (1940) dir. Eduardo G. Ursini
- Pueblo chico, infierno grande (1940) dir. Orestes Caviglia
- Huella (1940) Dir. Luis José Moglia Barth.
- El matrero (1939) dir. Orestes Caviglia
- Alas de mi patria (1939) dir. Carlos Borcosque.
- Callejón sin salida (1938) dir. Elías Alippi
- Viento Norte (1937) dir. Mario Soffici.
- Mateo (1937) dir Daniel Tinayre
- La canción de la ribera (inédita - 1936) dir. Julio Irigoyen.
- Mi Buenos Aires querido (inédita - 1936) dir. Julio Irigoyen.
- Adiós Argentina (1930) dir. Mario Parpagnoli
- El consultorio de Madame René (1924) dir. Carlo Campogalliani